# قدیس جان از لاس وگاس
قدیس جان از لاس وگاس (به انگلیسی: Saint John of Las Vegas) فیلمی محصول سال ۲۰۰۹ و به کارگردانی هیو رودس است. در این فیلم بازیگرانی همچون استیو بوشمی، رومانی مالکو، سارا سیلورمن، پیتر دینکلیج، تیم بلیک نلسون، دنی ترخو، جان چو، امانوئل شریکی و آویوا بائومان ایفای نقش کرده‌اند.